# بانا فلم
بانافيلم (بالإنجليزية: Pana Film) هي شركة تركية متخصصة في الإنتاج التلفزيوني والسينمائي.

## إدارة الشركة
أسست على يد كل من السيناريست راجي شاشماز مع اخويه زبير شاشاز و نجاتي شاشماز وبهادير اوزدنير في عام 2004 كانت آنذاك تابعة لشركة بانا القابضة. ويدير الشركة حالياً محمد نجاتي شاشماز بعد انفصالها عن القابضة في عام 2014 بسبب خلاف بين الأخوة استمرت بشكل كبير أدى ذلك إلى ترك راجي شاشماز الشركة مع كل من صديقين بهادير اوزندير و جونيت ايشان ليؤسسا شركة جديدة باسم «المختلفون فيلم» أو فارق فلم (بالتركية:Farklı Film)

## الإنتاج
بحسب موقع الشركة  فان من انتاجات الشركة ثمانية مسلسلات منها المسلسل التركي الضخم «وادي الذئاب» و «احببته فعلا» 
الأفلام ومسلسلات
- وادي الذئاب العراق
- وادي الذئاب الإرهاب
- وادي الذئاب غلاديو
- وادي الذئاب فلسطين (فيلم)
- فلم مورو إخراج زبير شاشماز
- وادي الذئاب قبرص: تم الإعلان عن فكرة إنتاج فيلم وادي الذئاب قبرص عبر أحد الصحف التركية بداية عام 2016 [4] ولكن لم يتم ذلك لأسباب مجهولة
- وادي الذئاب الوطن
- المناوبة 24/7 :

## روابط خارجية
- موقع شركة الإنتاج بانا فيلم